# Танагра-потрост
Танагра-потрост (Mitrospingus) — рід горобцеподібних птахів родини Mitrospingidae. Містить два види.

## Поширення
Рід поширений від Коста-Рики до північної Бразилії. Мешкає під пологом дощового лісу.

## Опис
Танагра-потрост сягає завдовжки до 18 см, вагою 32-46 г, сірого та оливкового забарвлення. Обидва вида схожі за забарвленням, але відрізняються поведінкою та вокалізацією.

## Види
- Танагра-потрост темнощока (Mitrospingus cassinii)
- Танагра-потрост оливкова (Mitrospingus oleagineus)